# Gösta Lewenhaupt
Gösta Knutsson Lewenhaupt, född 25 februari 1912 i Oscars församling, Stockholms stad, död 16 februari 1996 i Oscars församling, Stockholms län, var en svensk greve och företagsledare.

## Biografi
Efter officersexamen blev han ryttmästare för att sedan ägna sig åt näringslivet. Han var chef för ABA i Storbritannien 1944–1946, och arbetade därefter vid SAS. År 1949 började han på IBM i Sverige, där han var verkställande direktör 1950–1958. Han var därefter dess styrelseordförande till 1977 och kvarstod som ledamot  i styrelsen ytterligare fem år. Han var även verksam vid Surahammars bruk.
Gösta Lewenhaupt var den siste fideikommissarien för Gäddeholm, där han var bosatt och som han drev och som han 1951 hade övertagit efter sin far. Åren 1958–1968 tjänstgjorde Gösta Lewenhaupt som kammarherre hos prinsessan Sibylla, År 1969 blev han kabinettskammarherre. År 1983 belönades han med H.M. Konungens medalj av 12:e storleken i serafimerordens band.
Gösta Lewenhaupt var äldste son till ryttmästaren och kammarherren greve Knut Lewenhaupt och friherrinnan Elisabeth Beck-Friis.  Han var gift med friherrinnan Christina Louise De Geer, som var dotter till överceremonimästaren Louis De Geer och Beth, född Tersmeden. Makarna var föräldrar till bland andra Carl Adam Lewenhaupt.

## Utmärkelser
- Riddare av Nordstjärneorden, 1961.[3]
- Kommendör av Vasaorden, 6 juni 1966.[4]
- Kommendör av första klassen av Vasaorden, 3 december 1974.[5]